# جيمس ك. بولوك
جيمس ك. بولوك (بالإنجليزية: James Kerr Pollock)‏ هو عالم سياسة وأستاذ جامعي أمريكي، ولد في 25 مايو 1898 في بنسيلفانيا في الولايات المتحدة، وتوفي في 7 أكتوبر 1968 في آن آربر في الولايات المتحدة.

## وصلات خارجية
- جيمس ك. بولوك على موقع مونزينجر (الألمانية)